# Da Filicaja
I da Filicaja sono una nobile famiglia originaria di Pontassieve (Firenze), tuttora esistente nel ramo Nardi-Dei da Filicaja-Dotti e Geddes da Filicaia.

## La leggenda
Secondo la leggenda un giovane nobile volterrano, Ajone, passò un giorno per una contrada lontana e nel più profondo del bosco incontrò Ine, che piangeva la sua bellissima figlia, Figline, rapita da tal Gambasso. Ajone decise di riportare a casa Figline e marciò in guerra contro Gambasso. Quando finalmente riportò Figline dalla madre ottenne il permesso di sposarla e fondò sia il paese di Monte Ajone (da cui deriva l'odierno nome Montaione) che il castello di Figline a poca distanza dal paese. Le discendenze di Ajone e di Gambasso mantennero comunque un'accesa rivalità.
Un giorno i discendenti di Ajone e Figline furono attaccati da un esercito nemico che dopo lungo assedio distrusse il castello e tutti i difensori vennero passati per le armi. Dopo una siffatta sconfitta i popolani di Montaione ritornarono all'idolatria e decisero di sacrificare la più bella ragazza del paese, il cui nome era Filli, agli dèi in augurio di pace e felicità. Un cavaliere fiorentino, sentita la notizia, si precipitò a Montaione e inorridito dal sacrificio umano obbligò i popolani a liberarla e a sacrificare, al suo posto, una vitella: fu così chiamato il Sire della Vitella.
Filli, libera dal martirio, riconoscente al suo salvatore, gli donò il vestito rosso stracciato dai tormenti del supplizio che egli usò, con orgoglio, come propria bandiera, poi si sposarono e ricostruirono il castello di Figline dove vissero innumerevoli anni. Il Sire della Vitella era così innamorato della sua Filli che non faceva altro che chiamarla "Filli mia bella", "Filli desiata", "Filli cara"... fu così che il luogo dove vivevano ed egli stesso furono chiamati Fillicara. I loro discendenti si chiamarono quindi "Fillicara", "Filicaja" o "da Filicaja" ed ebbero come emblema il simbolo del vestito di Filli.
Nel 1623 Michelangelo Buonarroti il giovane, nipote del più famoso omonimo, scrisse l'Ajone, che interpreta a suo modo la leggenda, aggiungendovi che al suo tempo nel palazzo dei da Filicaja a Montaione persino le bocche delle fontane pescano nel buon vino.
alzò un palazzo bello e signorile,

che da' posteri poi fatto è più grande,

né dei regii palazzi dissimile,

dove si sguazza, e mangia altro che ghiande,

e d'un buon vino vi beon le pile;

e, in memoria del caso di Figline,

vi si fan gattafure senza fine.»
(Michelangelo Buonarroti il giovane,  l'Ajone 1623)
Nella realtà, Gambassi (oggi Gambassi Terme) è il paese adiacente a Montaione, da sempre rivale, anche se per lungo tempo sottoposto a quest'ultimo. Figline (da figulinae = figurine, statuette) è il luogo dove i romani trovarono molti reperti etruschi e l'omonimo castello, già di proprietà dei figlinesi, fu comprato, come detto, nel 1452 da Ser Giovanni di Simone da Filicaja per motivi bellico-strategici. I da Filicaja erano conosciuti fino a metà del Duecento come "della Vitella" o come "Tebaldi" e cambiarono nome in "Filicaja" (=Felceto, luogo dove avevano un castello vicino a Firenze) con l'avvento a Firenze della Repubblica per non apparire nobili e quindi poter ricoprire cariche pubbliche (ci riuscirono, e dal 1284 al 1523 dettero alla Repubblica dodici Gonfalonieri e sessantasei Priori).

## L'origine
Alla fine dell'XI secolo, una famiglia chiamata Tebaldi ma anche "della Vitella" o "d'Aquona" (dal luogo dove vivevano, il castello di Quona), domina la città di Pontassieve, a est di Firenze. Sembra che questa famiglia prenderà poi il nome di “Filicaja” (felceto, cioè area coperta da felci) dal toponimo originario dell'area coperta dal castello, detta anche Costa Filicaia. I Tebaldi (o della Vitella), di cui fu figura importante Tebaldo della Vitella nominato cavaliere nel 786 da Carlo Magno, pare cambiassero nome coll'avvento a Firenze della Repubblica in Filicaja per apparire non nobili e quindi poter ricoprire cariche pubbliche. I da Filicaja si trasferiranno poi a Firenze e nel 1207 venderanno quasi tutti i loro beni di Pontassieve al vescovato fiorentino.
Nel Quattrocento i da Filicaja, ormai famiglia fiorentina, sembrano avere un certo interesse per la zona intorno a Montaione (Firenze) tanto che a metà secolo Giovanni da Filicaja acquista dalla famiglia Figlinesi il castello di Figline che, da quel momento, si chiamerà Filicaja (o Al Filicaja) e, poi, Villa da Filicaja.
Tra le cariche ricoperte dai membri di questa famiglia a Firenze ricordiamo:
- 12 Gonfalonieri di Giustizia (dal 1284 al 1523);
- 65 Priori (dal 1284 al 1523);
- 45 dei XII Buonomini (dal 1329 al 1529);
- 49 dei XVI di Compagnia (dal 1322 al 1530);
- 5 Senatori del Granducato (dal 1573 al 1695).

## Alessandro da Filicaja
Nacque a Firenze il 13 agosto 1429, era figlio di Antonio di Luca da Filicaja e di Bartolomea di Giovanni di Paolo Morelli. Fino a trent'anni visse esclusivamente delle rendite dei suoi possessi immobiliari. Nel 1459 inizia, invece, il suo cursus honorum essendo nominato podestà di Montevarchi. Da questo momento sino alla sua morte, Alessandro, fu podestà, vicario o capitano di numerosissime zone o città, fu due volte Gonfaloniere di Giustizia (nel 1467 e nel 1474), una volta dei Dodici Buonuomini (nel 1486) e una volta dei Sedici Gonfalonieri (nel 1501). Ricoprì poi decine di altre cariche per tutta la vita. Nel 1455 Alessandro, legato da una particolare amicizia con Lorenzo de' Medici, sposa una Medici. Era tra l'altro molto legato a Marsilio Ficino.
(13 gennaio 1474, Marsilio Ficino al Magnifico (L. de' Medici, p. XXII))
Nonostante appartenesse ad una famiglia di stretta osservanza medicea, continuò ad accumulare cariche anche durante il regime popolare succeduto nel 1494 alla cacciata dei Medici da Firenze. Partecipò, tra le altre, alle Pratiche Riunite convocate nel 1505 aventi come oggetto di discussione i provvedimenti da prendersi per la riconquista di Pisa ribellatasi nel 1494 e che sarà poi ricondotta sotto il dominio fiorentino solo nel 1509 con l'ingresso in città del cugino Antonio da Filicaja insieme a Averado Salviati e Niccolò Capponi. L'ultima sua notizia è del 12 agosto 1512.

## Antonio da Filicaja
Nacque a Firenze il 7 luglio 1455, era figlio di Niccolò di Antonio da Filicaja e Marietta di Giannozzo Pandolfini. Il suo primo incarico lo ebbe nel 1489 essendo tratto come membro dei Dodici Buonuomini per il quartiere di San Giovanni. Fu più volte uno dei Consoli del Mare e proprio durante un suo soggiorno a Pisa nell'incarico gli morì la figlia Ersilia che fu sepolta nella chiesa di S. Martino a Chinzia. Gli incarichi di Antonio si infittiscono con la cacciata di Piero de' Medici da Firenze e l'instaurazione del regime repubblicano. Nel 1494 Pisa si ribella al dominio fiorentino e per cinque anni (1495-1499) Antonio da Filicaja fu quasi ininterrottamente a Rosignano con il compito di difendere il tratto di costa che dalla torre di Vada (oggi in comune di Rosignano Marittimo) giungeva fino a Livorno. Nel 1500 fu nominato Commissario di Livorno per difendere la foce dell'Arno da eventuali incursioni pisane. Nel 1501 chiese e ottenne come compenso per i servigi svolti un galeone della Repubblica Fiorentina ancorato nel porto, valutato 60 fiorini d'oro. Nell'estate del 1501, appena prima di tornare a Firenze incontrò il Principe di Piombino (Iacopo IV d'Appiano) che fuggendo verso la Francia incalzato dal Valentino gli affidò in custodia il figlio.
Fu poi Capitano di Pistoia e nel 1503 fu per la prima volta de' Priori. Sempre nel 1503 è in Valdichiana come Podestà di Castiglion Fiorentino ma con attribuzioni speciali in rebus bellicis. Qui fece una leva straordinaria per prevenire le razzìe di Miguel Corella, luogotenente del Valentino, in transito verso la Romagna. Gli uomini della Valdichiana, guidati dal Filicaja e da Giovanni Ridolfi, commissario ad Arezzo, riuscirono a sbaragliare le truppe del Corella e a catturarlo.
Nel 1504 è per sei mesi dei Dieci di Balia e viene inviato a Livorno per pattuire la condotta al soldo della repubblica di un capitano di galee del re di Napoli cui fu affidato il compito di bloccare la foce dell'Arno. Fu poi di nuovo inviato tantissime volte a Livorno per seguire le opere di fortificazione del porto e per altre faccende belliche lungo la costa, tanto che i Dieci di Balia nel 1508 gli scrivono che aveva ormai acquisito più notizia di quella terra che veruno altro cittadino nostro. Nei primi mesi del 1509 vengono eletti commissari intorno a Pisa dopo una travagliatissima votazione, Antonio da Filicaja, Averardo Salviati e Niccolò Capponi. L'8 giugno dello stesso anno i tre commissari entrano vincitori seguiti dalle loro truppe a Pisa ed i loro nomi, a perpetuo ricordo della loro azione, vengono scolpiti su di una lastra di marmo all'ingresso di Palazzo Pretorio. Da segnalare che nel luglio di sei anni prima, il governo fiorentino aveva inviato Leonardo da Vinci, Gerolamo da Filicaja e Alessandro degli Albizi a studiare come poter deviare il corso dell'Arno per impantanare le zone limitrofe a Pisa. Gerolamo informa il 22 luglio 1503 li Magnifici et Excelsi Domini del governo fiorentino che Alexandro degli Albizi, Lionardo da Vinci con quattro altri sono arrivati nella zona delle operazioni. Leonardo fornisce i progetti per un marchingegno d'escavazione ma non partecipa di persona allo scavo che poi fu abbandonato, non sappiamo se per eccessivo costo, impossibilità, mutate condizioni politiche o che altro.
Negli anni che seguirono fu commissario o capitano di molte città. Nel 1517 è inviato ad Arezzo come commissario, nell'ambito della guerra intrapresa dai Medici, di nuovo al potere a Firenze, per impadronirsi del Montefeltro. Annessa questa regione, il governo ne fu affidato allo stesso Antonio, prima come commissario speciale e poi come capitano di San Leo fino al 1522, anno in cui chiese di essere rimosso dall'incarico per motivi di salute. Dopo un semestre come capitano a Pistoia nel 1523 raggiunge finalmente il vertice delle istituzioni fiorentine ottenendo la carica di Gonfaloniere di Giustizia. Morì a Firenze il 17 maggio 1526.

## Baccio da Filicaja

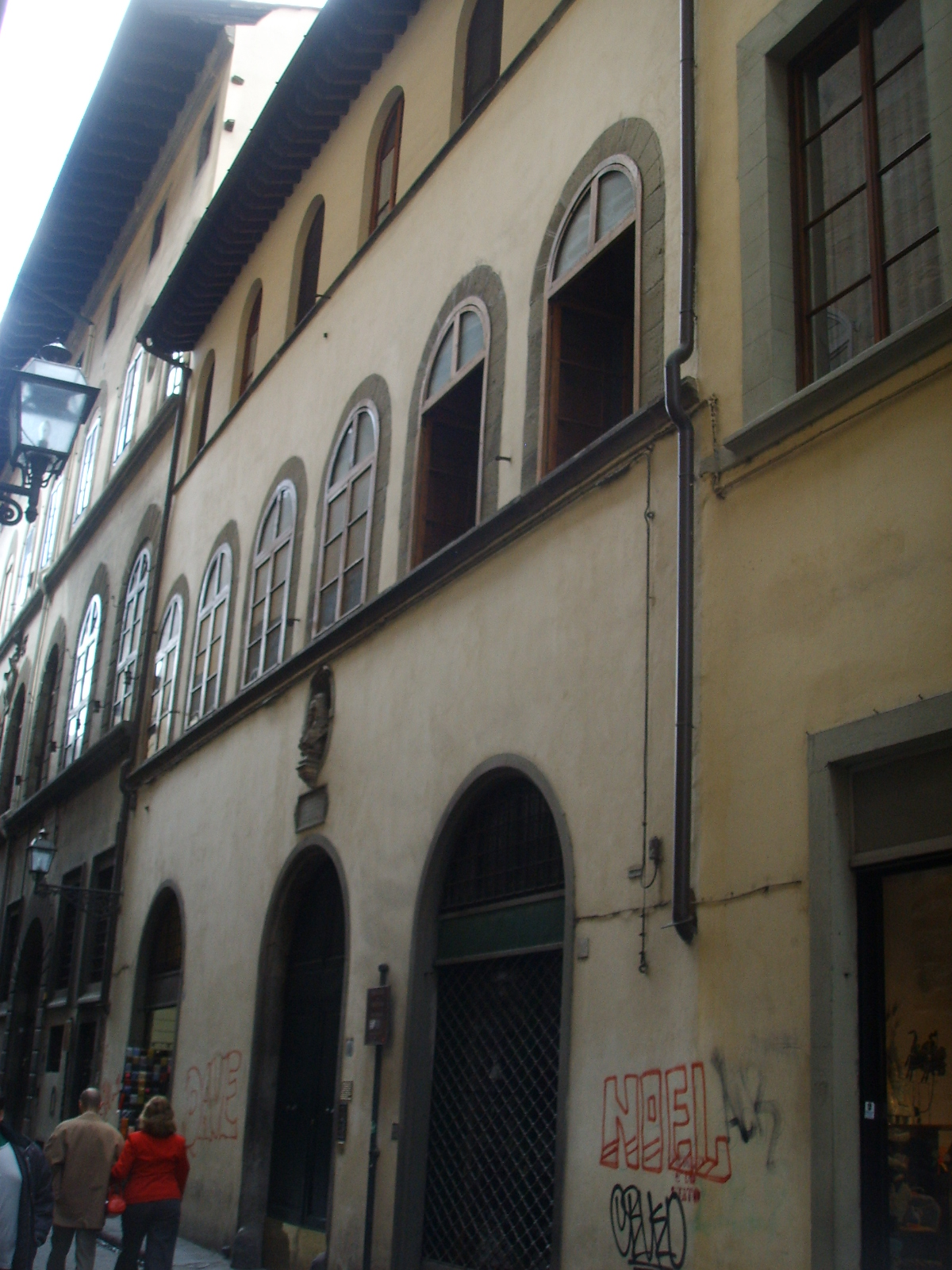
Palazzo Da Filicaja, Borgo degli Albizi, Firenze

Tra la metà e la fine del Cinquecento la famiglia da Filicaja investe molto in commerci con le americhe. È di questo periodo l'acquisto di palazzi e magazzini a Lisbona, aiutati in questo loro investimento da un accordo tra Francesco I de' Medici e il Re Sebastiano del Portogallo in cui alcuni mercanti fiorentini, tra cui i Filicaja, ottengono una concessione privilegiata per l'importazione di pepe ed altre spezie. Tuttavia l'unificazione voluta dall'Imperatore Filippo II pochi anni dopo (1580) dei regni di Portogallo e Spagna fa sì che l'importanza commerciale di Lisbona diminuisca notevolmente fino a obbligare i da Filicaja a chiudere le attività portoghesi. Così Baccio da Filicaja (1575-1610), arrivato giovanissimo in Portogallo in pieno splendore dei commerci, da adulto si trova a doversi inventare un mestiere. A vent'anni sbarca in Brasile dove è nominato dal Governatore Francesco de Sousa, Ingegnero Maggiore con il compito di fortificare i porti, costruire alcune fortezze e restaurarne altre. Contemporaneamente è nominato Capitano d'Artiglieria con il compito di addestrare i bombardieri e di rifornire di armi le basi militari.  In questo periodo, infatti, dopo l'annessione del Portogallo alla Corona Imperiale e la sconfitta della Flotta Invincibile il Brasile è soggetto a continue scorrerie inglesi ed al lento insediamento di coloni francesi nella zona a nord di Pernambuco. Nei dieci anni seguenti Baccio ricopre diversi incarichi in Brasile, dalla conquista, al seguito Pietro Coelho de Sousa, dei territori tra il Rio Maranhão e il Rio delle Amazzoni, alla costruzione della chiesa di Monte Serrat (Santos), al tentativo di esplorazione in vascello della foce del Rio Maranhão. Questa ultima operazione non riesce e, complice il cattivo tempo, il vascello si perde e approda fortunosamente nell'odierno Messico. Da lì Baccio per qualche motivo non chiaro, chissà, forse per lo scorno o semplicemente per nostalgia di casa sua a Lisbona, fa vela verso l'Europa. Lo stesso anno in cui Baccio è a Lisbona (1608), Filippo III nomina Francesco de Sousa, già governatore del Brasile, Sovrintendente alle miniere. Questi richiede nuovamente i servigi di Baccio affinché costruisca alcune fortificazioni ed altre ne ripari. Così parte di nuovo per il Brasile dove non arriverà mai. Secondo alcuni, ma non è verificato, viaggiando su vascello battente bandiera imperiale, fu intercettato dagli inglesi e, quindi, catturato e ucciso; secondo altri, più semplicemente, fu colto da una tempesta; quello che è certo è che nell'atlantico si perdono le sue tracce.
Secondo alcuni autori si tratterebbe dello stesso "Bacho de Filicaya" che nel 1611 appare a Buenos Aires come commerciante. Questo Bacho nel 1613 costruisce l'edificio del primo consiglio comunale e l'ospedale di San Martín de Tours. Nel 1619 fu incaricato di rafforzare le mura del carcere del Cabildo "per la sicurezza dei detenuti". Sennonché questo "Bacho de Filicaya" avrebbe avuto 32 anni nel 1611 (mentre Baccio ne avrebbe dovuti avere 36). Al di là delle molte coincidenze (un Baccio da Filicaja scompare nell'atlantico nel 1610 mentre andava in Brasile, un Bacho de Filicaya quasi coetaneo appare a Buenos Aires nel 1611, il secondo viene incaricato di opere di ingegneria/architettura, il primo era ingegnere/architetto), non si sono fino ad ora trovati documenti che suffraghino l'ipotesi -peraltro probabile- che si tratti della stessa persona.

## Vincenzo da Filicaja

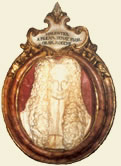
Vincenzo da Filicaja

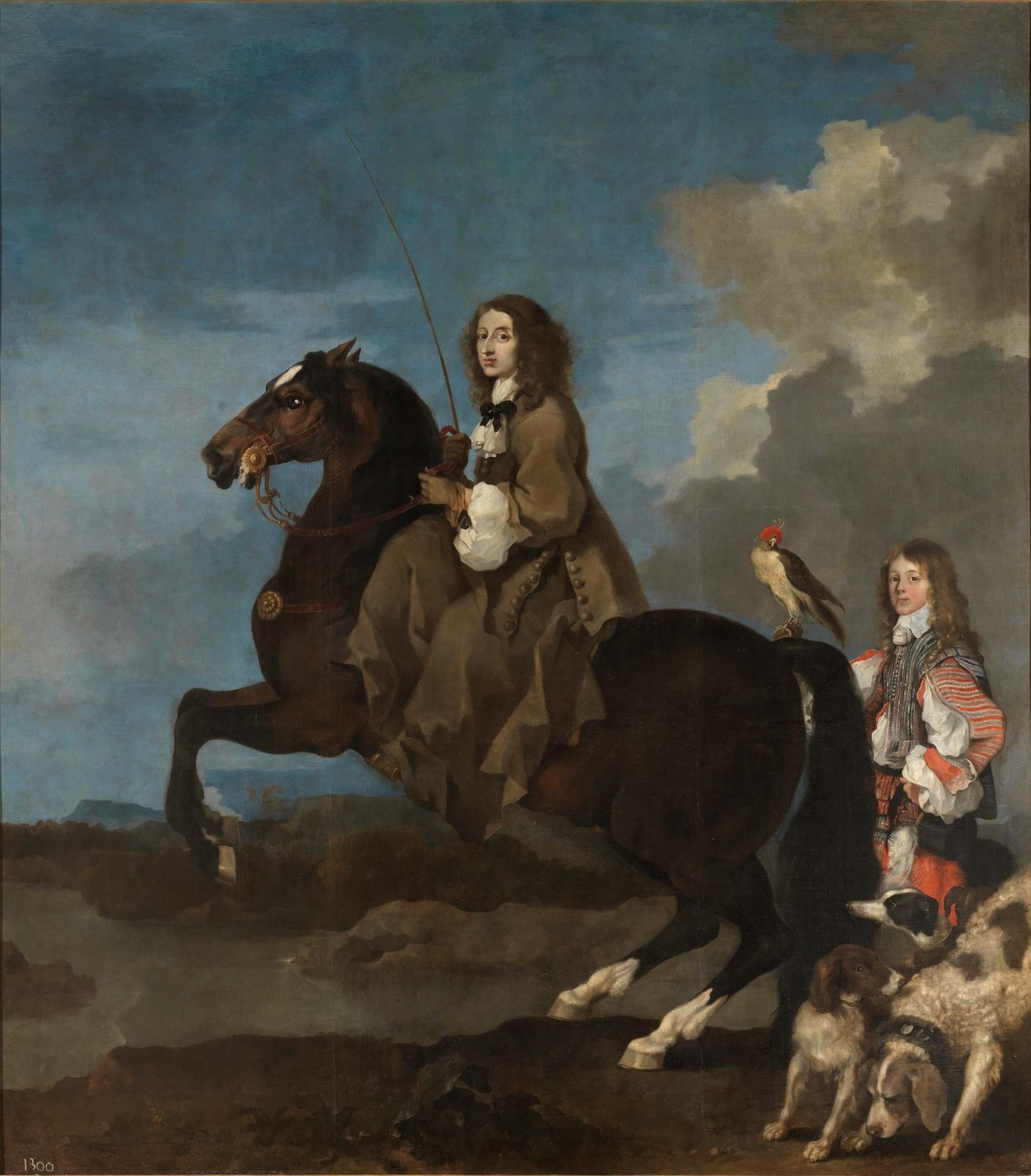
Cristina di Svezia (Sébastien Bourdon, 1653).

Nel 1642 nasce a Firenze Vincenzo da Filicaja, che qualche decennio più tardi godrà di fama e lustro come poeta. Più che a Firenze, Vincenzo dimorò a Filicaja che egli chiamava, vezzosamente, ancora coll'antico nome di Figline. Quarantenne compose e pubblicò le sue prime opere poetiche che lo resero celebre grazie anche al sodalizio culturale e all'amicizia con la regina Cristina di Svezia ormai cattolica e dimorante in Roma. Prese le distanza dal “marinismo” ed ebbe maggior interesse per i temi sacri, filosofici o politici. Si ha notizia che nel 1687 la regina di Svezia aiuta il poeta nel pagamento della retta del Convitto Tolomei per il figlio Braccio. In effetti il poeta visse sempre tra restrizioni economiche essendo sempre indeciso ad accettare cariche pubbliche per paura di perdere la propria libertà; e Cristina fu prodiga di aiuti. Dopo la morte di Cristina, Vincenzo è costretto a cercare fonti di aiuto concrete e riesce a far accettare il proprio figlio Baccio come paggio alla corte medicea. Tuttavia Braccio morì giovane ed il poeta si convinse ad accettare la carica di senatore “non per ambizione ma per bisogno”. Verrà poi nominato anche Commissario di Volterra e poi di Pisa. Morì a Firenze nel 1707 di “mal di petto” e fu sepolto nella cappella detta di S. Giuliano nella chiesa di S. Pier Maggiore. Quando poi a fine Settecento la chiesa fu demolita, fu posta una lapide a sua memoria nella basilica di S. Croce.

## Oggi
Attualmente il cognome da Filicaja risulta compartito dalla Famiglia Pucci Da Filicaja, patrizia di Firenze, (rescritto Granducale del 1856),nonché ,a seguito di un'intricatissima vicenda giudiziaria svoltasi tra il 1919 e il 1938, tra i Conti Nardi-Dei da Filicaja-Dotti ed i sig.ri Geddes da Filicaia.
La presenza di tali famiglie tuttora esistenti ha comportato la diffusione del cognome, oltre che in Firenze, tra principali e cadetti anche a Montaione, Lucca, Gambassi e Forlì.